# Titzens fåfänga

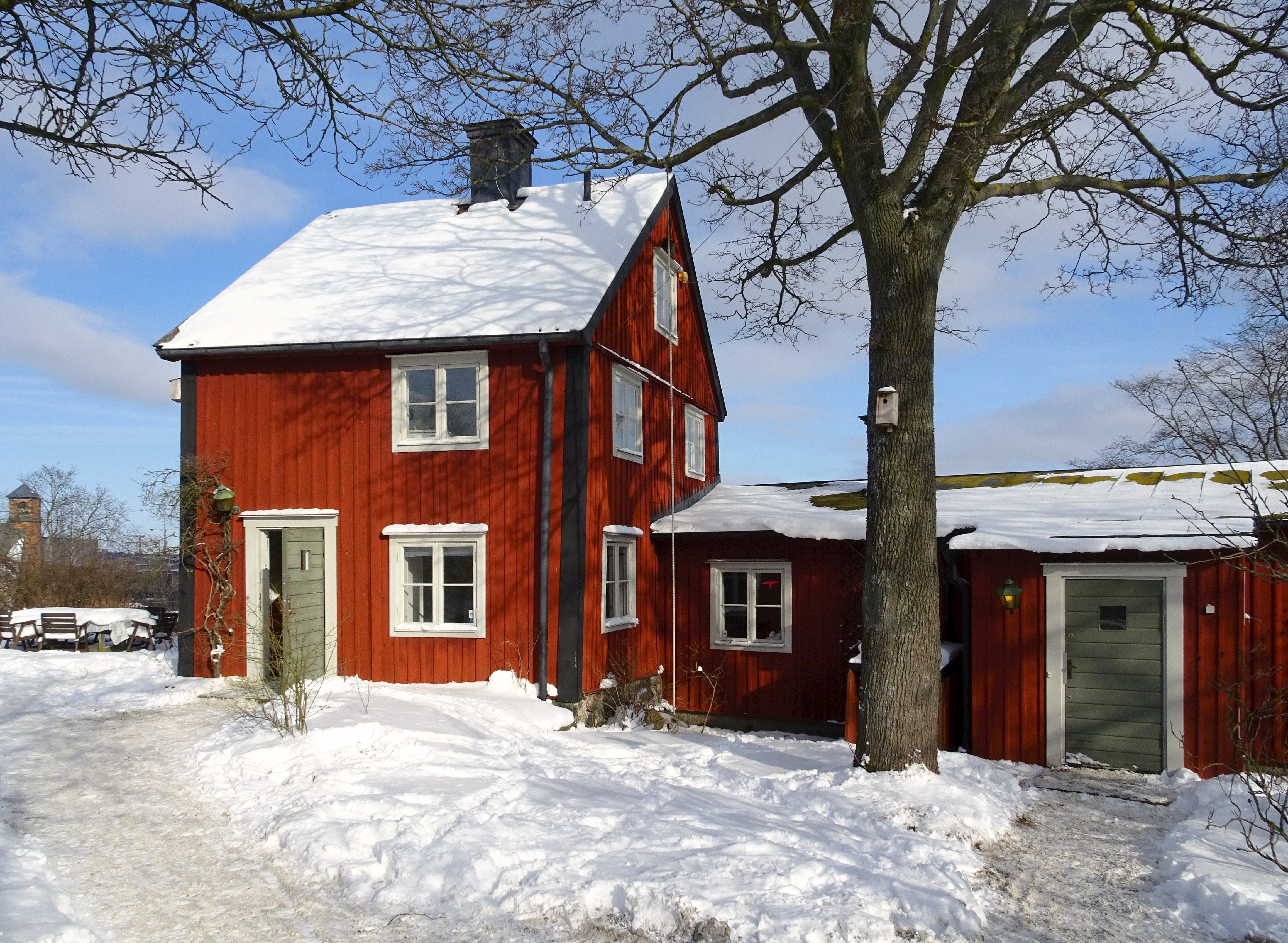
Gamla Lundagatan 14, mars 2018.

Titzens fåfänga (även kallat Ensamma huset) är ett bostadshus inom fastigheten Haren 6 vid Gamla Lundagatan 14 på Södermalm i Stockholm.
I en handbok för resande i Sverige år 1838 står följande: "De skönaste utsikter av Stockholm har man från Mosebacke samt från den så kallade Titzens Fåfänga, en liten paviljong med altan i en på Skinnareviks-bergen anlagd trädgård; och på Kungsholmen från kvarnen bakom Kungsholms kyrka" (troligen Lilla Munkan).

## Beskrivning

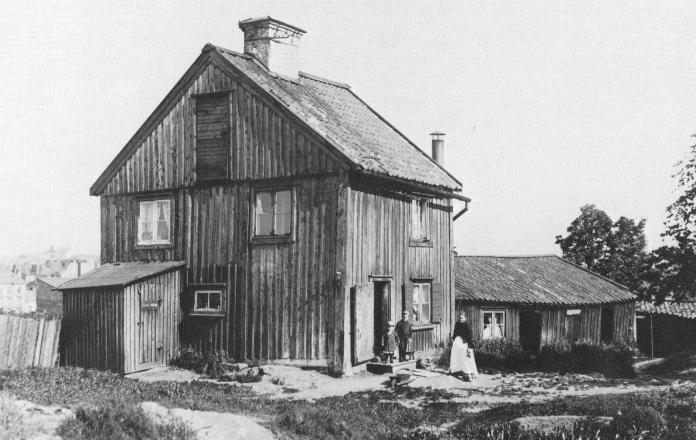
Ensamma huset, här bodde författaren Erik Asklund sina sista år.

Det lilla trähuset på Gamla Lundagatan 14, som tillhör fastigheten Haren 6, byggdes 1824 som lusthus och eller fåfänga för fånggevaldigern (vakt vid transporter av fångar) Jakob Martin Titz (1762–1833). Han bodde i närheten vid Yttersta Tvärgränd på Skinnarviksbergets sydvästsida och ägde flera gårdar i Skinnarvikskvarteren. Lusthuset kallades efter honom "Titzens fåfänga". Det ligger idag i kulturreservatet Haren 6, ett kulturhistoriskt värdefullt område med välbevarade byggnader från tidigare stadsbebyggelse. Huset ägs, i likhet med övriga fastigheter i reservatsområdet, av AB Stadsholmen.
Titzens fåfänga är en timrad och panelad byggnad, som fick sin nuvarande form 1846. Huset var ursprungligen en våning högt, men har senare byggts på, sannolikt under 1840-talet. Byggnaden har också kompletterats med en låg länga mot söder som tillkom efteråt. Fastigheten förvärvades av Stockholms stad 1878. Det renoverades i slutet av 1960-talet till modern bostadsstandard.
År 1906 bodde tretton personer i huset, bland andra en kakelfabriksarbeterska, en kaffesortererska, två sömmerskor, en arbetskarlsfamilj och två arbetaränkor utan anställning. Författaren Erik Asklund var hyresgäst 1968–1980.
Hela fastigheten Haren 6 med sina tio historiska bostadshus är blåmärkt av Stadsmuseet i Stockholm vilket innebär att bebyggelsen har "synnerligen höga kulturhistoriska värden". Fastigheten ägs och förvaltas av kommunägda AB Stadsholmen.